# Occiput
De occiput is de achterkant van de kop van een insect. Deze ligt voor de overgang van de kop naar het borststuk en omvat de occipitale opening (foramen occipitale). Het kan van de rest van de kop worden onderscheiden als een smal gebied door een occipitale naad. De niet afgescheiden zijdelen vormen de postgenae.
De occipitale opening zelf wordt omsloten door de postoccipitale rand (van buiten herkenbaar als een postoccipitale naad), die de enige zichtbare grens is tussen de maxilla en het labium. Aan het onderste uiteinde van het gesclerotiseerde postocciput is het labium bevestigd.

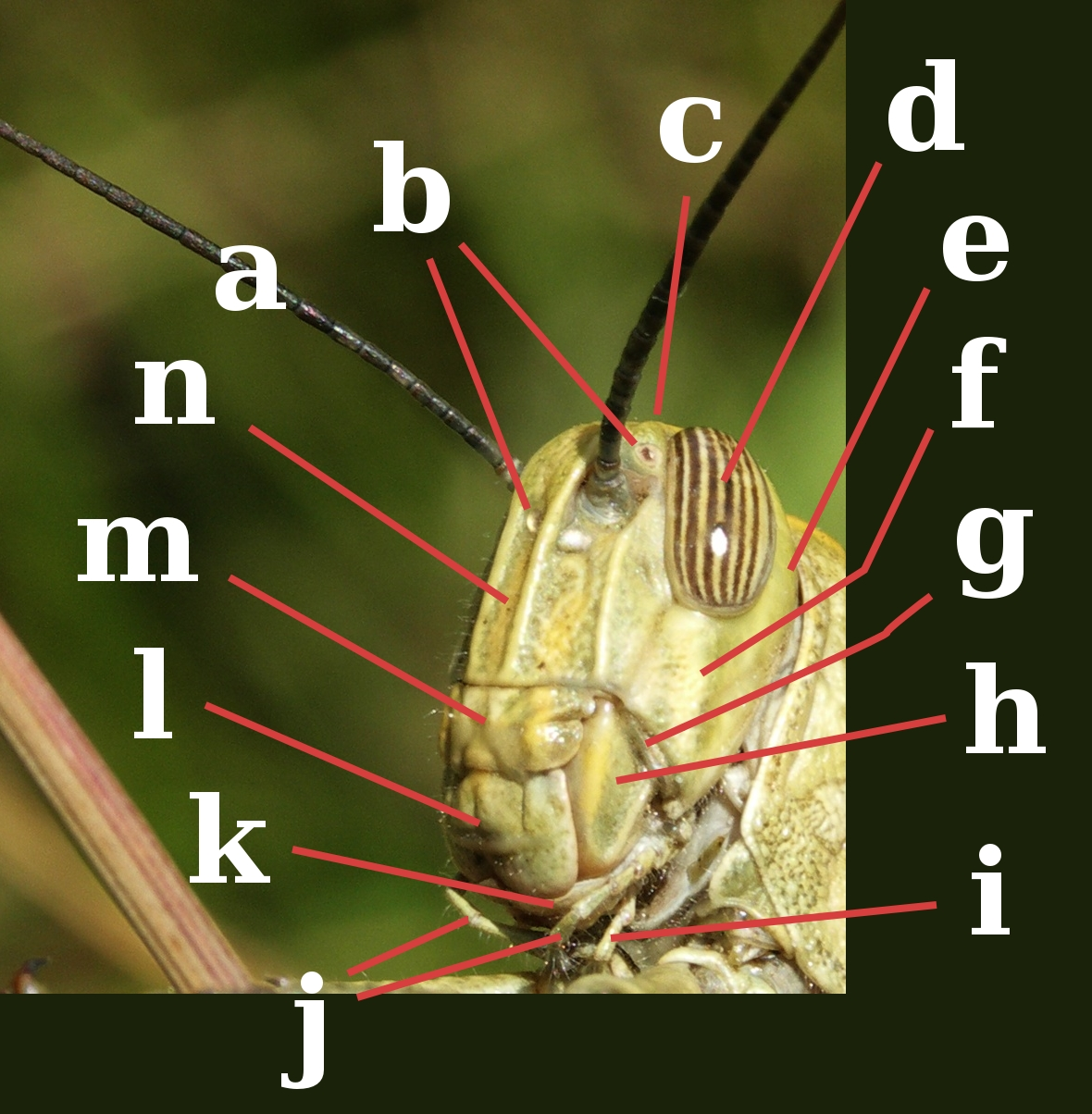
Kop van Rechtvleugeligen, Veldsprinkhanen. a:antenne; b:ocelli; c:vertex; d:samengesteld oog; e:occiput (achterkant van de kop); f:gena {wangen}; g:pleurostoma (deel van het subgenale gebied boven de mandibel); h:mandibel; i:labiale palp; j:maxillaire palpen; k:maxilla; l:labrum; m:clypeus; n:frons.
Achterkant kop. Occipetal suture = occipitale naad.